# Democracia soviética
A Democracia Soviética, ou Democracia de Conselhos, é o sistema político onde o poder é exercido por meio de Conselhos de operários (conhecidos na Rússia como Sovietes. Do russo: сове́ты). Os conselhos respondem diretamente aos seus eleitores através dos delegados, que são votados e atuam como porta-voz das vontades de seus eleitores. Os delegados podem ser depostos ao não cumprirem com as responsabilidades que lhes foram delegadas.
Na Democracia Soviética, os eleitores se organizam em unidades básicas; por exemplo, os trabalhadores de uma companhia, os habitantes de um distrito, ou soldados de um quartel. Os delegados são designados diretamente como funcionários públicos, que atuam como legisladores, ministros e juízes em um só cargo. Em contraste aos modelos democráticos mais velhos, como os de John Locke e de Montesquieu, não há a separação de poderes. Os Conselhos são eleitos em diversos níveis: nos níveis residenciais e comerciais, os delegados são mandados para conselhos locais e assembleias. Estes podem delegar membros para outros níveis. O sistema de delegação continua no Congresso dos Sovietes no nível estadual. O processo eleitoral ocorre de baixo para cima. Os níveis de delegações estão normalmente associados aos níveis administrativos.

## História

### NaRússiae naUnião Soviética
Os primeiros sovietes foram formados após a Revolução Russa de 1905. Vladimir Lênin e os Bolcheviques viram os sovietes como a unidade básica para a organização do socialismo e desenvolveram estas para uma forma de democracia. Os sovietes também desempenharam grande papel nas revoluções de Fevereiro e Outubro. Conforme a Historiografia Soviética, o primeiro soviete foi formado em maio de 1905 em Ivanovo durante a Revolução Russa de 1905. Em suas memórias, o anarquista russo Voline diz que presenciou o começo do Soviete de São Petersburgo em janeiro de 1905. Os trabalhadores russos estavam amplamente organizados na virada do século XX, o que levou a uma liderança sindical financiada, mediante supervisão, pelo governo. Em 1905, mediante o avanço da Guerra Russo-Japonesa (1904 – 1905), a produção, principalmente industrial, foi forçada para produzir mais escalonadamente. Tal fato teve como consequência uma série de greves e rebeliões. Nestas jornadas, os sovietes representaram o movimento dos trabalhadores independentes dos sindicatos do governo. Os sovietes se espalharam pelos centros industriais da Rússia, normalmente organizados ao nível de local de trabalho. Os sovietes desapareceram após a Revolução Russa de 1905, mas ressurgiram após a Revolução Russa como unidade principal, básica e central da democracia soviética. Lênin advogava pela destruição do velho estado e, de sua ruína, a construção da ditadura do proletariado, com inspiração no sistema organizacional da Comuna de Paris.

### NaAlemanhaeRepública de Weimar
Em outubro de 1918, a Constituição do Império Alemão foi reformada para dar mais poder ao parlamento eleito. Em 29 de outubro, um motim estourou em Kiel entre marinheiros. Lá, marinheiros, soldados e operários começaram a eleger Conselhos de Trabalhadores e Soldados (Arbeiter und Soldatenräte) com inspiração na Revolução Russa. A revolução espalhou-se por toda a Alemanha e os revolucionários tomaram os poderes civis e militares em algumas cidades.
Na época, o movimento socialista, representado principalmente por trabalhadores, sofreu uma cisão, dando origem a dois grandes partidos de esquerda: Partido Social-Democrata Independente da Alemanha (em alemão: Unabhängige Sozialdemokratische Partei Deutschlands, USPD), que clamava por negociações de paz imediatas e um modelo soviético de comando da economia; Partido Social-Democrata da Alemanha (SPD), também conhecido como "Maioria" Partido Social-Democrata da Alemanha (MSPD), em referência ao Partido Operário Social-Democrata Russo (Bolchevique), que apoiava a condução da guerra e favorecimento do sistema parlamentar. A rebelião causou nas classes médias e no establishment um grande medo, devido o crescimento do espírito revolucionário dos Conselhos de Trabalhadores e Soldados.
A Liga Espartaquista, originalmente parte do USPD, separou-se do Partido como um grupo radical que advogava por uma violenta revolução proletária para a construção do socialismo. Em 1919, foi feita uma tentativa de levante, mas foi rapidamente derrubada. Após este acontecimento, A Liga Espartaquista fez parte do congresso de constituição do Partido Comunista da Alemanha (KPD), e dai, liquidou-se. Em 1920, o Partido Comunista sofreu uma cisão, e surgiu o Partido Comunista Operário da Alemanha (KAPD), uma tendência esquerdista. Advogavam pela abolição imediata da democracia burguesa e pela construção da ditadura do proletariado, através da tomada do poder com conselhos de operários.

## Ver Também
- Anarco-comunismo
- Comunismo de conselhos
- Nova Democracia
- Sovietes Livres